# 斯坦·盖茨
斯坦·盖茨（英語：Stan Getz，1927年2月2日—1991年6月6日），原名斯坦利·加耶茨基，是美国爵士萨克斯手，主要演奏次中音萨克斯。盖茨因受到偶像莱斯特·杨（Lester Young）的婉转圆润音色的影响，自己的演奏也以温暖抒情而闻名，被誉为“The Sound”。1940年代末，盖茨在伍迪·赫尔曼的大乐队中崭露头角，被评论家斯科特·亚诺称为“最伟大的次中音萨克斯手之一”。
盖茨曾在比波普和冷爵士乐团中演出。1960年代初，盖茨对波萨诺瓦渐起兴趣。1964年，他与若昂·吉尔贝托、安東尼奧·卡洛斯·裘賓共同创作的巴萨诺瓦专辑《Getz/Gilberto》大受欢迎，专辑被认为是史上最佳的爵士乐专辑之一，极大促进了波萨诺瓦在美国乃至世界的传播。